# Maurits Binger
Maurits Herman Binger (Haarlem, 5 april 1868 – Wiesbaden, 9 april 1923) was fotograaf, schrijver, producent en regisseur van voornamelijk films. Hij was een van de pioniers samen met Theo Frenkel sr. en Louis Chrispijn sr. in het maken van de Nederlandse lange speelfilms begin 20e eeuw.

## Biografie
Binger was de tweede zoon van Charles Binger, een telg uit een vooraanstaande familie, door de steendrukkerij Emrik & Binger die al drie generaties eigendom van de familie was en in heel Europa een bekend bedrijf was. Binger maakte voornamelijk foto-filmopnamen van feesten en andere bijeenkomsten als liefhebberij, totdat hij in 1912 Filmfabriek Hollandia oprichtte in Haarlem en vervolgens een gedeelte van zijn vermogen stopte in het maken van films. In 1913 maakte hij De Levende Ladder, voor zover bekend de eerste Nederlandse langspeelfilm (circa 50 tot 70 minuten). Binger gebruikte meestal een vaste kern van acteurs en actrices die hun sporen hadden verdiend in theater of toneel. Annie Bos was zijn voornaamste coryfee. Tussen 1912 en 1922 leverde hij 80 procent van alle Nederlandse films die uitkwamen. Binger had vele kennissen en vrienden bij wie hij vaak op locatie kon filmen in villa's en achtertuinen. Een goede vriend was A.W.G. van Riemsdijk, journalist bij de Opregte Haarlemsche Courant, die filmscenario's voor hem schreef. Zelf schreef Binger onder de naam M. Habee ook aan scenario's. 1918 was het succesvolste en drukste jaar van Binger en zijn fabriek. Vooral de trilogieproductie Oorlog en Vrede en het tussendoor gemaakte Op hoop van zegen (1918) werden goed ontvangen bij het Nederlands publiek.
De films kostten echter veel geld en ten slotte kon hij zijn schulden niet meer betalen. Er was een conflict met Julius Stoop, medebeleidsbepaler van Hollandia, die in december 1919 ontslag nam. Vanwege de financiële problemen verliet Bingers vrouw Bettina Cantor hem rond 1920. Binger probeerde zijn bedrijf te redden door te fuseren met het filmbedrijf Granger als Granger-Bingerfilm, waaruit een aantal films ontstond, zoals De Zwarte Tulp, As God Made Her en Zuster Brown. Er kwam financiële steun van B.E. Doxat-Pratt, die op slinkse manier diverse Hollandia-acteurs buiten de deur wist te werken, onder meer Annie Bos en acteur Jan van Dommelen. Binger moest dit laten gebeuren om zijn bedrijf in leven te houden. De financiële malaise bleef aanhouden, en in 1922 werd de filmfabriek failliet verklaard. Zijn laatste film was De Leugen van Pierrot uit 1923. Binger zou daarna vanwege zijn schuldeisers naar Duitsland zijn gevlucht. Hij overleed onder vreemde omstandigheden op 55-jarige leeftijd in Wiesbaden. Hij leed al enige tijd aan een vorm van kanker.

## Trivia
- In de jaren 90 werd het Maurits Binger Film Instituut en Binger Filmlab opgericht in Amsterdam, waar jonge filmmakers het filmvak en scenario's kunnen leren.
- Zijn kleinzoon Derk Snoep zou later directeur worden van het Frans Hals Museum.

## Films (selectie)
- De Leugen van Pierrot (1923)
- Mottige Janus (1922)
- De Jantjes (1922)
- Zuster Brown (1921)
- De Zwarte Tulp (1921)
- Zoo als ik Ben (1920)
- Het Verborgen Leven (1920)
- Schakels (1920)
- Het Goudvischje (1919)
- Een Carmen van het Noorden (1918)
- Toen 't licht verdween (1918)
- Het geheim van Delft (1917)
- Het Geheim van de Vuurtoren (1916)
- Het Geheim van het Slot Arco (1915)
- De Stradivarius (1914)
- De Levende Ladder (1913)